# 2007 în informatică
- 2006 în informatică — 2007 în informatică — 2008 în informatică

2007 în informatică a însemnat o serie de evenimente noi notabile:

## Premiul Turing
- Edmund Clarke, Ernest Allen Emerson și Iosif Sifakis